# Morrosko Vila-San-Juan

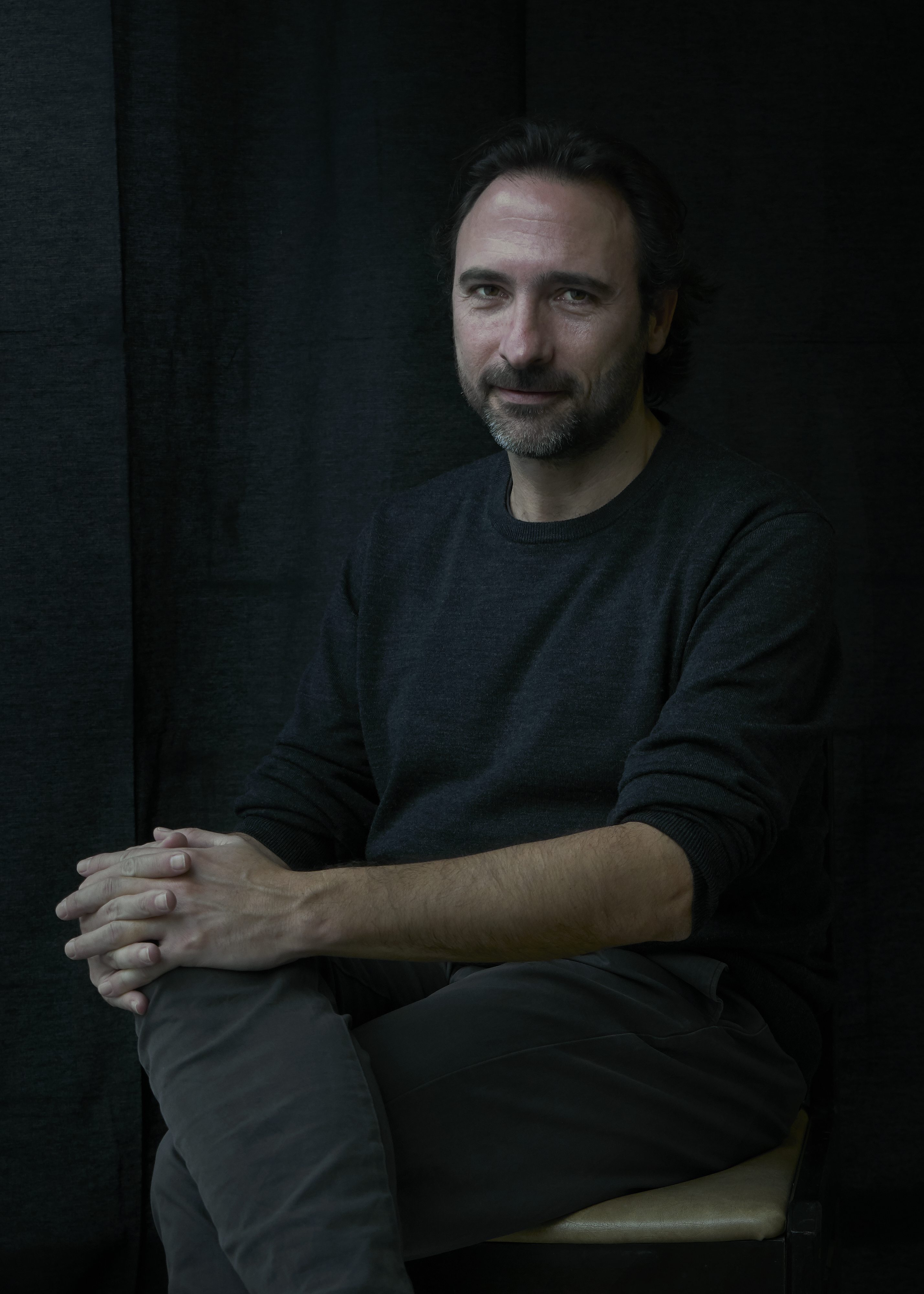

Morrosko Vila-San-Juan (Barcelona, 9 de julio de 1970) es un director de cine y periodista español.

## Trayectoria
Licenciado en Filosofía y Letras por la Universidad Autónoma de Barcelona, ha escrito, dirigido, realizado y producido documentales y formatos tanto para televisión como para cine.
Su filmografía se centra en temas culturales, sociales, ciudadanos y arquitectónicos. El inicio de su carrera está muy vinculado con Barcelona, donde comenzó trabajando en el equipo de prensa de un ayuntamiento que se preparaba para los Juegos Olímpicos de 1992 y pronto comenzó a hacer documentales y programas en Barcelona Televisió (Betevé) También trabajó en la redacción de la revista Ajoblanco y colaboró con diversas publicaciones culturales. Paralelamente, escribe guiones cinematográficos y trabajaba como técnico en rodajes, entre otros como Ayudante de Dirección en Barcelona whit stillman, de Whit Stillman (1994).
Después de unos años en Madrid, donde es realizador del  programa cinematográfico Versión española de TVE, vuelve a  Betevé, donde dirige el programa Trailer, que obtuvo la mención especial a los Premios Ciudad de Barcelona. Fundó la productora Alguienvoló, junto con el cineasta J.A. Salgot, donde produce ficción y documental.
En 2010 realizó el documental Barcelona era una fiesta (TVE y TV3),  sobre la escena underground de los años 70, que inauguró el Festival In-Edit. Le siguieron varios trabajos documentales enfocados a temas sociales, urbanos y de salud global. Estrenó el documental para televisión Sangre y salsa de tomate. Los fantasmas de Joan Perucho,    codirigido con Julià Guillamon, que inauguró el Festival Memorimage.
Junto al artista Bea Sarrias, en los últimos años, ha llevado a cabo diversos proyectos artísticos inspirados en arquitectura moderna, expuestos en Barcelona, Madrid, Bruselas, La Haya, Ámsterdam, Oslo, Malmö y Nueva York.  [   

## Filmografía
- 1995 Escrito en la piel. Cortometraje de 35 mm, dirigido por Judith Colell. Idea original y guion. Nominado a los Premios Goya al Mejor Cortometraje .
- 1996 Ya no me acuerdo. Cortometraje 35 mm. Guion y dirección. Premio al Mejor Guion del Festival de Cinema de Girona.[10]
- 1996 Dama de Porto Pim.[11] Largometraje. Guion, con J.A. Salgot[12] y diversos autores.
- 1996 La noche. Largometraje. Guion , con Jordi Cadena.
- 1997 Hondo. Largometraje. Guion , con J.A. Salgot y Francisco Casavella.
- 1999 El visitante. Largometraje. Guion , con J.A. Salgot y Fernando de Felipe.
- 1997-2000 BTV (Barcelona Televisió). Realizador de programas.
- 2001-2003 Versión Española (La 2 de TVE). Realizador de programas.
- 2003-2005 Trailer (BTV). Director y realizador. Mención Especial a los Premios Ciudad de Barcelona.
- 2006 Proyecto C. Largometraje. Guion. Adaptación cinematográfica de un relato de Paul Auster, con Ona Planas i Lydia Zimmermann.
- 2007 My way. Largometraje dirigido por J.A. Salgot. Productor associado. Seleccionado, entre otros, al Festival Iberoamericano de Huelva, Santa Barbara International Film Festival, New York Film Festival y London Spanish Film Festival.
- 2007 Pobres, pobres. Documental dirigido por  Lulu Martorell y Albert Pla. Producción ejecutiva. Premio al Mejor Documental Nacional en el Festival In-Edit 2007 y seleccionado por representar a España a Recent Spanish Cinema 2008 (Filmoteca de Los Ángeles).
- 2010 Barcelona era una fiesta (Underground. 1970-1983). Documental. Dirección y guion. Seleccionado, entre otros, en los festivales Cinespaña (Tolosa), Memorimages y In-Editt 2010.
- 2011 Terra d'Oportunitats.[13] Documental. Realización. Premio a la Proyección Internacional en Most Film Festival y Gran Premio del Jurado Eonovideo (Suiza).
- 2012 Valors. Documental. Dirección y guion, con Marc Serena.
- 2012 Rambla Catalunya 61. Documental. Dirección , guion y producción.
- 2014 Soy cámara (el programa del Cccb). Formato televisivo. Dirección  y guion, con Julià Guillamon.
- 2014 Objetivo Salud.[14] Serie documental. Dirección y guion, con Amanda Sans. Premio Manuel Castillo, de la Universidad de Valencia, como mejor trabajo periodístic o para la cooperación y el desarrollo.
- 2015 La memoria de la Plaza. Documental. Dirección, guion y producción.
- 2016 A shared history. Dirección y producción.
- 2016 Barcelona, una descoberta literària. Documental. Dirección, guion y producción, con Julià Guillamon.
- 2017 La ciudad ideal. Soy cámara (el programa del Cccb). Realización, guion y edición.[15]
- 2018 Un día en La Ricarda. Cortometraje. Dirección , guion y producción
- 2019. La Cima de Coderch (un sueño incumplido). Cortometraje. Dirección , guion y producción
- 2020. Miró-Sert-Gomis. La luz en el taller del artista. Cortometraje. Dirección , guion y producción
- 2021. Bienvenidos a La Ricarda. Cortometraje. Dirección , guion y producción[16][17][18]
- 2021. BCN-BXL. Coderch-De Koninck. Más allá del tiempo. Cortometraje . Dirección, guion y producción.[19]
- 2023. Sang i salsa (de tomàquet). Els fantasmes de Joan Perucho. Documental para televisión. Codirección y edición.
- 2024. More than a museum. Documental. Dirección, guion y producción